# هاینریش ریسو
هاینریش ریسو (انگلیسی: Heinrich Riso; ۳۰ ژوئن ۱۸۸۲ – اوت ۱۹۵۲) بازیکن فوتبال اهل آلمان بود.
از باشگاه‌هایی که در آن بازی کرده‌است می‌توان به باشگاه فوتبال لوکوموتیو لایپزیگ اشاره کرد.
وی همچنین در تیم ملی فوتبال آلمان بازی کرده‌است.